# Toshiko Yonekawa
Toshiko Yonekawa (Himeji, prefeitura de Hyogo, 2 de Fevereiro de 1913 - 13 de Dezembro de 2005) foi uma compositora e musicista japonesa, especialista em tocar os instrumentos sangen e koto, este último no "estilo Ikuta". Ela ganhou notoriedade no Brasil por algumas de suas composições serem tocadas no seriado Chapolin (episódios “Karatê, Cara a Cara” [1976] e “Folclore Japonês” [1973]). E nos EUA por algumas de suas composições tocarem em peças dos anos 1980 da Broadway.

## Carreira
Ela era conhecida por extrair encantos musicais de novas obras escritas por seus contemporâneos. A extrema precisão da entonação e ritmo, bem como a inigualável beleza da sonoridade, são bem conhecidas como suas características.
Toshiko já mostrava talento ainda jovem. aos 8 anos já se apresentava em concerto público. E aos 12, teve uma performance transmitida pela rádio nacional.

## Prêmios e Indicações
- 1942 - Prêmio "Education Minister's Award" pela composição Ohaguruma.[3]
- 1953 - Prêmio "Art Festival Prize for the Encouragement" do Ministério da Educação japonês pela composição "Tidori to asobu Teiko".[3]
- Medal with a Purple Ribbon[3]
- Matuo geino award[3]
- The Fourth Class Order[3]
- The Mobil Music Prize[3]
- 1989 - Japanese Traditional Music Division Awards[4]

## Honrarias
- 1996 - "Living National Treasures of Japan"[5]